# Convoglio ONS-5
L'attacco al convoglio Alleato ONS-5, portato da quattro mute di U-Boot tedeschi, avvenuto nell'Atlantico del nord tra il 29 aprile ed il 6 maggio 1943, fu l'ultimo grande dispiegamento di sommergibili compiuto dalla Kriegsmarine durante la seconda guerra mondiale, nella cosiddetta guerra dei convogli, che si concluse con la perdita di sei U-Boot a fronte dell'affondamento di soli tredici mercantili.

## L'andamento della battaglia nel 1942
L'attività dei sommergibili dell'Asse, unita all'opera dei mezzi di superficie ed aerei, durante il 1942 aveva portato da un lato ad un crescente affondamento di navi, 1 664 per un totale di 7 790 000 tonnellate, che superavano la quota di 7 000 000 di tonnellate del naviglio di nuova produzione, e dall'altro la conseguente diminuzione di importazione di materiali da parte della Gran Bretagna, scesa al di sotto delle 34 000 000 tonnellate, ossia un terzo in meno rispetto all'inizio del conflitto, sollevando preoccupazioni soprattutto per le scorte di carbone che erano drasticamente diminuite.
La minaccia sempre crescente della distruzione del naviglio mercantile ad opera dei sommergibili rese necessario uno sviluppo per la difesa dei convogli e di questo si incaricò l'ammiraglio Max Kennedy Horton, il quale, nel novembre del 1942, sostituì l'ammiraglio Percy Noble come comandante in capo delle rotte occidentali. Egli, appena nominato, sviluppò una nuova tattica di difesa per i convogli che attraversavano l'Atlantico: essa consisteva nell'aumento delle unità di scorta, di cui una parte, i cosiddetti "gruppi di appoggio" o "gruppi di supporto libero", avrebbero operato in modo autonomo, ossia, una volta avvistato un U-Boot, queste avrebbero potuto lanciarsi all'inseguimento per distruggerlo non lasciando indifeso il convoglio, il quale avrebbe continuato ad essere scortato da unità preposte esclusivamente alla difesa ravvicinata; l'azione dei gruppi di supporto libero avrebbe dovuto essere inoltre integrata dalla presenza di portaerei di scorta o da bombardieri a lungo raggio.

## La nuova strategia alleata e gli ultimi successi tedeschi

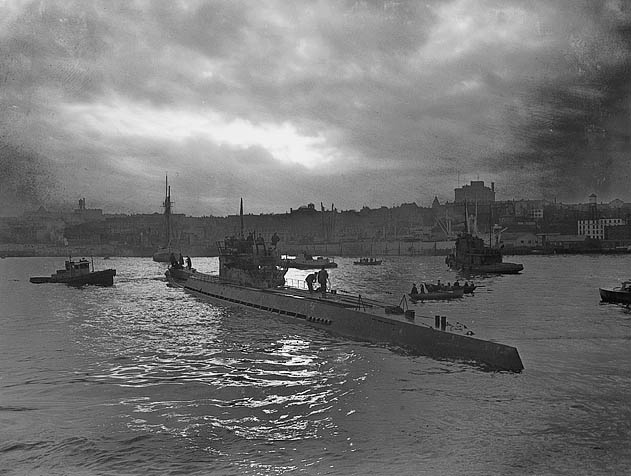
Il sommergibile tedesco U-190, che prese parte all'attacco contro i due convogli Alleati HX-229 e SC-122

Nella conferenza di Casablanca, svoltasi nella capitale del Marocco tra il 14 ed il 24 gennaio del 1943, furono definite le strategie per la battaglia contro gli U-Boot e la principale misura adottata per contrastare la relativa libertà di azione che i sommergibili tedeschi godevano nel nord Atlantico, nel tratto di mare a sud est della Groenlandia, fu il dispiegamento di un maggiore numero di bombardieri a lungo raggio per tentare di colmare un pericoloso vuoto della sorveglianza in uno spazio in cui i sommergibili tedeschi potevano navigare senza pericolo di essere scoperti. Contemporaneamente, nei vertici militari della Germania e del Regno Unito, avvennero significativi cambiamenti: il 30 gennaio il comandante della flotta sottomarina tedesca, il Befehlshaber der U-Boote, l'ammiraglio Karl Dönitz, venne promosso Großadmiral e, a seguito delle dimissioni del Großadmiral Erich Raeder, comandante della Kriegsmarine; mentre, nel Regno Unito, il maresciallo dell'aria John Slessor sostituì il collega Philip Joubert de la Ferté al comando del Royal Air Force Coastal Command, il quale concordò con quanto indicato nella conferenza di Casablanca sulla necessità di aumentare la copertura aerea a lungo raggio per i convogli che dagli Stati Uniti si dirigevano verso l'Europa.
L'adozione delle misure concordate nella conferenza di Casablanca fu accelerata a seguito degli attacchi, avvenuti tra il 16 ed il 19 marzo, ai convogli HX-229 e SC-122, dove i sottomarini tedeschi, schierati in grande numero sulla rotta dei due convogli, affondarono 22 mercantili, con la perdita di oltre 147 000 tonnellate di naviglio e di materiali, soffrendo la perdita di un solo U-Boot, ed il successo dell'azione indusse il Großadmiral Dönitz ad un nuovo ottimismo, definendola "la più grande vittoria in una sola battaglia contro i convogli", mentre nell'Ammiragliato britannico vennero espresse gravi preoccupazioni, ammettendo che "i tedeschi non erano mai arrivati così vicino ad interrompere le comunicazioni tra il nuovo ed il vecchio mondo come nei primi giorni del marzo 1943".

## Lo schieramento tedesco e la partenza del convoglio
L'attacco contro i convogli HX-229 ed SC-122 costituì l'ultima significativa vittoria della flotta sottomarina tedesca, poiché, dalla seconda metà di marzo, il numero di mercantili affondati diminuì progressivamente mentre le perdite, a causa dei nuovi sistemi di localizzazione e della tattica difensiva suggerita dall'ammiraglio Max Kennedy Horton, crebbero vistosamente e, per tentare di risollevare le sorti della battaglia, il 1º maggio 1943 l'ammiraglio Dönitz schierò nell'Atlantico del nord 60 sommergibili, il numero maggiore di unità che mai fosse stato distaccato dall'inizio della guerra: essi, divisi in 4 gruppi, Specht, Amsel, Star e Fink, si sarebbero disposti in 6 linee di perlustrazione alla ricerca di convogli nel tratto di mare tra Terranova e la Groenlandia sulla rotta che univa gli Stati Uniti con la Gran Bretagna.
Il 22 aprile prese il mare da Liverpool con direzione Halifax il convoglio ONS-5, si trattava di un convoglio "vuoto", ossia di navi che avevano trasportato il loro carico in Gran Bretagna e che facevano ritorno per essere nuovamente approvvigionate; esso era protetto dall'escort group B 7, comandato dal capitano di vascello Peter Gretton, il quale aveva appena portato a termine una traversata scortando il convoglio HX-231; le condizioni del mare erano pessime ed i mercantili vuoti faticavano a mantenere la posizione tanto che, il 26 aprile, due di essi vennero a collidere ed uno dovette essere dirottato verso l'Islanda senza scorta.

## L'avvistamento e l'attacco

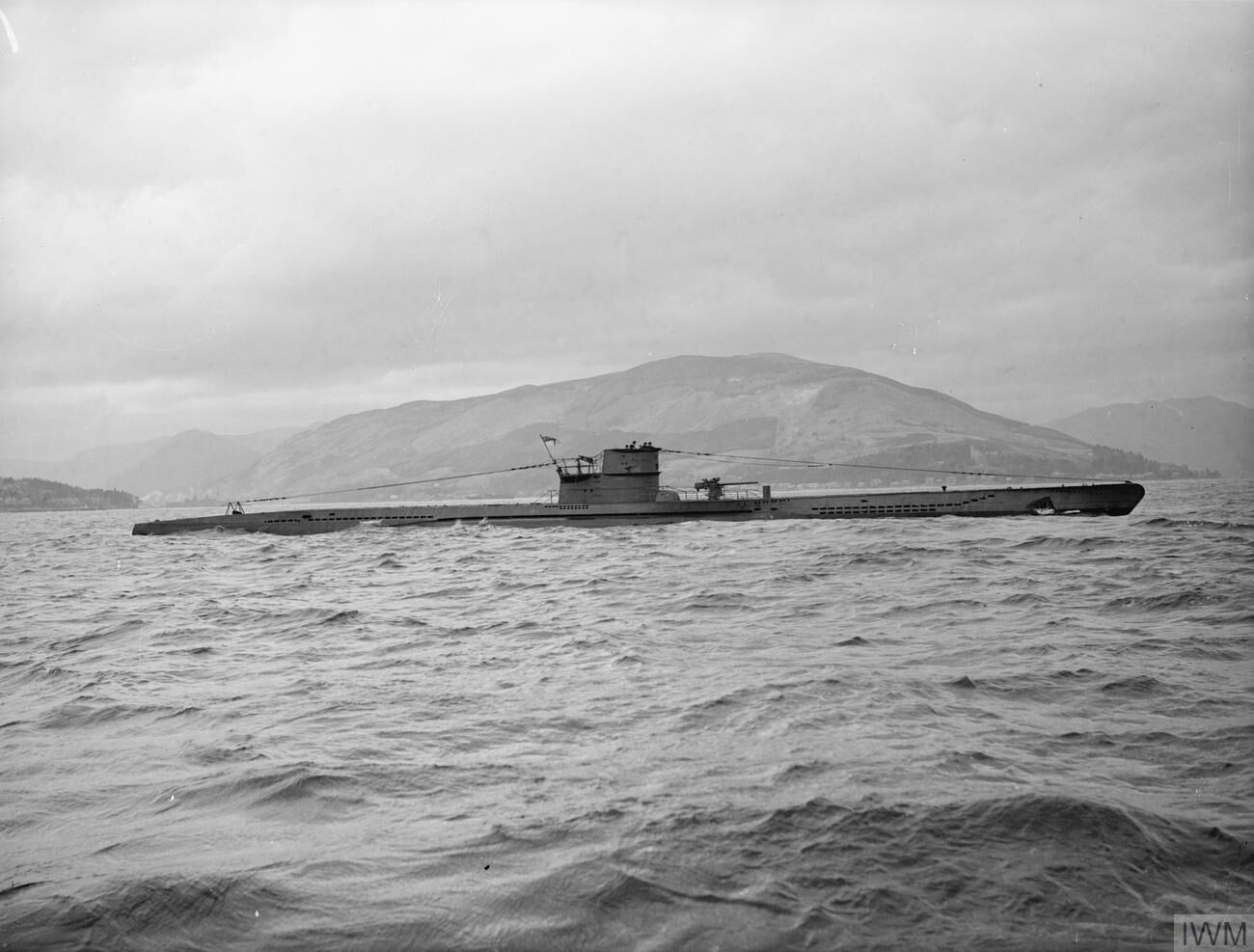
Sommergibile tedesco di tipo VIIC

Il 28 aprile l'U-650, un U-Boot di Tipo VII, comandato dal sottotenente di vascello Zorn, avvistò il convoglio e ne comunicò la posizione agli altri sommergibili che si trovavano nelle vicinanze ma la presenza dei sommergibili tedeschi fu segnalata velocemente all'Ammiragliato britannico che, il 29 aprile, fece partire da Saint John's l'escort group 3, composto da 5 cacciatorpediniere per proteggerne la navigazione. In quel momento il convoglio era seguito dalle mute Specht, Amsel e Star, che insieme contavano 30 sommergibili, mentre la muta Fink, dotata di 11 unità, si disponeva a sud est della Groenlandia, sulla rotta presunta del convoglio; il giorno 29 fu affondato il mercantile americano McKeesport, un cargo di oltre 6 000 tonnellate, ad opera dell'U-258, ma, a causa del maltempo e della presenza di iceberg che rendevano ulteriormente pericolosa la navigazione, non poté essere effettuato nessun altro attacco fino al 4 maggio.
Poco dopo le ore 00.30 del 5 maggio tre cacciatorpediniere di scorta si allontanarono dal convoglio per rifornirsi e, alle ore 02.00, i sommergibili tedeschi partirono all'attacco: esso durò tutta la giornata e continuò fino alle ore 22.00 con l'affondamento di 9 mercantili ma l'arrivo di un terzo gruppo di scorta, l'escort group 1, inviato velocemente dall'ammiraglio Horton, costrinse gli U-Boot ad allontanarsi e, mentre l'U-266 mandava a picco da solo altre 3 navi del convoglio, nel contrattacco che seguì vennero affondati 6 sommergibili, costringendo Dönitz a rinunciare all'operazione ed a richiamare i sommergibili alle basi.

## Epilogo
Gli eventi che intercorsero tra la seconda metà del mese di marzo e la prima del mese di maggio indussero il Großadmiral Dönitz a profonde riflessioni: la flotta di U-Boot in quel momento ammontava a 400 unità, un numero che in passato era stato considerato sufficiente per vincere la battaglia, ma l'evoluzione delle tecniche di localizzazione operata dagli Alleati lo induceva a puntare sulla necessità di variare le tattiche di combattimento, fondando le sue speranze sulla produzione su larga scala dei sommergibili elettrici che avrebbero consentito la navigazione subacquea a grande velocità, con minore possibilità di essere scoperti e di potere attaccare con maggiore successo anche di giorno, ma la situazione attuale era oggettivamente peggiorata, tanto che il 23 maggio fu costretto ad ordinare il ritiro di tutti gli U-Boot dall'Atlantico settentrionale, con la speranza che le unità di nuova generazione arrivassero in tempo per potere partecipare alla guerra.